# Terremoto de Lima de 1746
El Terremoto y maremoto de Lima y Callao de 1746 ocurrió el 28 de octubre de 1746 en la costa central del Virreinato del Perú. Gobernaba entonces en el Perú el virrey José Antonio Manso de Velasco. Es considerado el mayor terremoto ocurrido en Lima hasta la fecha, y el segundo en la historia del Perú después del Terremoto de Arica de 1868.

## Antecedentes
Según testimonios de la época, la catástrofe que se avecinaba fue perceptible en varias oportunidades, pues los marinos veintitrés días antes del terremoto notaron exhalaciones ígneas que parecían envolver al Callao. Manuel Romero, entonces alcaide de la cárcel de la Isla San Lorenzo, contaba que se veía como si el puerto se deshiciera en pavesa y se sentían ruidos bajo tierra, como el mugido de centenares de bueyes unas veces y otras como disparos de artillería.

## El terremoto
El viernes 28 de octubre de 1746 a las 10:30 p. m., los habitantes de Lima fueron sorprendidos por las violentas sacudidas de la tierra que obligaron a abandonar sus casas y buscar lugares descampados. No todos pudieron hacerlo y aun aquellos que ganaron la calle fallecieron al derrumbarse los muros adyacentes. La confusión y el espanto cundieron por toda la ciudad e hizo que fuese mayor el desconcierto, aun cuando la oscuridad no era tanta por la iluminación de la luna.
La duración del sismo, según las relaciones, fue de tres a cuatro minutos, lo que provocó una destrucción total de la ciudad. Lima tenía 60,000 habitantes y contaba con 3,000 casas, repartida en 150 manzanas. Cayeron las partes altas de templos, conventos, mansiones y diversas construcciones; culminado el sismo nubes de polvo ocultaron la visión de la población.
No es posible dar otras indicaciones del fenómeno porque no las traen las noticias de la época, salvo lo que dice el Marqués de Obando sobre la dirección del movimiento: que su mayor ímpetu parecía venir del noroeste. Ya que en la época no se tenían instrumentos de medición modernos, no se puede saber con total exactitud la magnitud del sismo, pero estimaciones lo ponen entre 8.8 y 9.0Mw.
En medio de tan grande confusión y sucediéndose las subsiguientes réplicas, no se hizo posible acudir al auxilio de heridos. Algunos fueron extraídos de entre los escombros después de haber pasado uno y aun dos días sepultados.
La procesión del Señor de los Milagros se realizó por primera vez después del devastador terremoto de 1687, cuando el muro otra vez se mantuvo en pie. Se hizo una réplica en lienzo que salió en procesión desde el humilde barrio de Pachacamilla -hoy Santuario y Monasterio de las Nazarenas- hasta la Plaza Mayor y las principales calles de la ciudad, y Barrios Altos. Se declara como fiesta oficial después del terremoto de octubre de 1746.

### 29 de octubre
El 29 de octubre la magnitud del terremoto hizo que de las tres mil casas que componían las ciento cincuenta islas o manzanas que se encerraban dentro de las murallas de Lima, apenas veinticinco se mantuvieron incólumes, mientras que las calles eran intransitables por los escombros. Las torres de la Catedral se desplomaron y cayeron sobre las bóvedas destruyéndolas. Otro tanto sufrieron las torres de las iglesias de San Agustín, La Merced y San Pablo de la Compañía. Prácticamente todas las iglesias, conventos, monasterios, capillas y hospitales, sufrieron más o menos iguales destrozos.
El arco que estaba a la entrada del Puente de Piedra, coronado por la estatua ecuestre del rey Felipe V (cuya muerte, acaecida el 9 de julio de ese año, se ignoraba todavía en el Perú), se vino al suelo, quedando la escultura desgajada en el suelo y entorpeciendo el paso. En el Palacio virreinal, no quedó un lugar habitable y el Virrey hubo de acomodarse en una barraca de tablas y lona, pero no estaba en mejores condiciones el Santísimo Sacramento que del Sagrario fue conducido a una ramada que se improvisó en la Plaza Mayor. El edificio del Tribunal del Santo Oficio quedó igualmente en ruinas.

## Maremoto en el Callao
Desde las primeras horas del día, comenzaron a circular voces sobre la destrucción del Callao, por lo que el virrey envió al puerto a algunos soldados de a caballo, a fin de cerciorarse del hecho. Estos trajeron la confirmación del desastre y, en breve, ya toda la ciudad lo sabía, pues hasta ella llegaron también unos cuantos sobrevivientes.
Lo que contaron dichos sobrevivientes fue algo horrendo, con ribetes apocalípticos. Media hora después del terremoto se había entumecido el mar y elevado a enorme altura, y con horrible estruendo se había precipitado por dos veces sobre la tierra, que la inundó y barrió todo lo que encontró a su paso. Del antiguo puerto solo quedaron unos cuantos restos de la muralla y el arranque de las paredes de algunos edificios. El marqués de Obando, jefe de la Escuadra y general de la Mar del Sur, dice que los cuatro mayores navíos que había en el puerto, soltando las anclas, fueron lanzados por encima del presidio y vinieron a varar el uno dentro de la plaza, el otro, cargado de trigo, a escasa distancia del anterior y los otros dos hacia el sureste, como a distancia de un tiro de cañón de los baluartes.
El número de los que perecieron en el puerto se calcula en unos cuatro a cinco mil, prácticamente toda la población; solo se salvaron 200 personas. En un lienzo de muralla lograron salvarse un religioso y unas treinta personas. Otros, en su mayoría pescadores o marineros, acogidos a las tablas y maderos que sobrenadaban fueron arrojados más tarde a las playas o bien a la isla de San Lorenzo. El mar se retiró, pero no volvió a su límite antiguo. Esto significa que hubo una subsidencia cosísmica, es decir, toda la zona del Callao se hundió después del terremoto.

## Impacto en el resto de provincias
La destrucción causada por el sismo se extendió a varios kilómetros a la redonda. Fueron afectadas Cañete, Chancay, y Huaura, hasta 24 leguas al NNO. del Callao; y sufrieron también los valles de Barranca y Pativilca. En Lucanas reventó un volcán de agua caliente inundando toda la quebrada.
Intensidades máximas se evaluaron en el denominado norte chico, con XI en Huacho y X en Chancay; luego el área de Lima y Callao donde varió de IX a X en la zona de Canta y Matucana también se evaluó intensidades de IX, en Cañete VIII, reportes de Trujillo con una intensidad de VI, Cerro de Pasco, Canta y Huaraz VI-VII, Huamanga y Huancayo VI, Arequipa y Cuzco V. Fue sentido en Moyobamba, Cajamarca, Chachapoyas, Tumbes, Puno y Tacna.

## Consecuencias

### Víctimas y daños materiales

Plano de Lima que publicó Jorge Juan y Antonio de Ulloa en 1744, dos años antes del terremoto.

El reporte oficial mencionó más de 10,000 muertos en Lima, Callao y villas adyacentes. En Lima las víctimas no debieron pasar de 2.000, habiendo diversidad en los datos al respecto, lo que se explica por no haberse dado a todos los cadáveres sepultura: muchos quedaron insepultos entre las ruinas y solo con el tiempo fueron paulatinamente descubriéndose. De todos modos una cifra crecida teniendo en cuenta la población total, de unos 60.000 habitantes. Otras víctimas inevitables fueron los animales domésticos. Se calcula en 3.000 las mulas y caballos que murieron aplastados por los derrumbes.
En el Callao, según el Marqués de Obando, la destrucción fue generalizada. Así por el calor propio de la estación como por andar revueltos con las horruras del mar y no ser fácil enterrarlos en el terreno que ocupaban, por ser de cascajo o piedra zahorra e inundarse fácilmente, la fetidez era intolerable.
En cuanto a las edificaciones, Lima sufrió una destrucción total, excepto 25 casas de las 3000 que conformaban la ciudad; pero Emilio Pérez-Mallaína ha hecho ver que esta información sobre las edificaciones fue exagerada por varios motivos, sobre todo para reducir el interés de los censos de los inmuebles propiedad de la Iglesia Católica.

### Réplicas del sismo
Luego del sismo la tierra continuó moviéndose aunque con menor intensidad. Un reporte de José Eusebio de Llano Zapata describe todas las réplicas: Los movimientos continuaron en forma intermitente hasta las 5 de la mañana y muchos remezones se sintieron hasta el Cuzco y desde el 28 de octubre hasta el 10 de noviembre se produjeron 220 réplicas más, y hasta el 28 de octubre de 1747 fueron un total de 568 temblores.

### Pánico
Tan abatidos se hallaban los ánimos y tan honda impresión había causado la noticia de la ruina del Callao que el día 30, habiendo comenzado a esparcirse el rumor de la salida del mar, toda la gente, presa de irresistible pánico, comenzó a huir en bandadas hacia los montes vecinos, sin que en su carrera nadie fuese capaz de detenerla. El Virrey, sabiendo que la noticia carecía de fundamento, hubo de montar a caballo a fin de contener a la multitud y desvanecer la falsa noticia que con delincuencial intento había comenzado a difundir un negro caballista. Hizo lo mismo el Marqués de Obando en compañía de un religioso franciscano y solo después de mucho trajinar por todas las veredas que salen al campo se logró que volviera un tanto la calma. Ya cerca del anochecer comenzaron a deshacerse las aglomeraciones de gente de toda clase y condición que se habían formado y empezaron a volver a sus casas con más orden que a la salida.

### Pillajes y saqueos
Debido a la confusión y desorden que reinaba en todas partes, así como por haber abandonado sus casas los dueños, parte de la población se entregó al robo y saqueo. Hubo que recurrir a la tropa y el Virrey destinó tres patrullas de soldados con sus correspondientes cabos para que de continuo rondasen toda la ciudad y apresasen a los malhechores. En el Callao se hizo más necesaria esta providencia por los muchos objetos que iba arrojando el mar a la playa, que despertaban la codicia de bandidos y simples buscones. Por esta razón hubo de expedirse un decreto ordenando al Tribunal del Consulado velase por que no se cometiesen robos y recogiese cuanto se hallase a fin de restituirlo a los interesados. Como en toda la extensión de las playas que se suceden desde el Morro Solar hasta La Punta y también por el lado de Bocanegra varaban los restos de la ruina no era fácil evitar la audacia de los merodeadores, pero a fin de reprimirla se publicó un bando amenazando con pena de la vida al que hiciera alguna sustracción y se fijaron dos horcas en la ciudad y otras dos en el Callao, para contenerlos.

### Escasez de alimentos y epidemias
Los días que se siguieron fueron de angustia, tanto por no cesar de temblar la tierra como por la amenaza del hambre y las epidemias.
Gracias a las acertadas medidas adoptadas por el Virrey se logró abastecer a la población prontamente aunque no tan de inmediato que no se dejara sentir la escasez. Dispuso que de las vecinas provincias se remitiese cuanto antes el trigo almacenado y, convocando a los panaderos, les proporcionó el auxilio necesario, así para abastecerse de harina como de agua, por haberse roto los acueductos y cañerías de la que venía a la ciudad. Encomendó a los alcaldes ordinarios, D. Francisco Carrillo de Córdoba y D. Vicente Lobatón y Azaña la ejecución de estas medidas y de otras al mismo intento, como el abastecimiento de carne fresca.
En cuanto a las epidemias, dice Llano Zapata en su Carta o Diario que hasta mediados de febrero del 1747 habían muerto en la ciudad, víctimas de tabardillo, dolores pleuríticos, disentería y cólicos hepáticos hasta dos mil personas, número excesivamente crecido para la Lima de entonces.

### Religiosidad popular
Durante esos días luctuosos, las rogativas, procesiones de penitencia y públicas manifestaciones de piedad fueron casi ordinarias y los predicadores de uno y otro clero llenaban las calles con sus voces de gemido, excitando a todos a la desesperación y al arrepentimiento. A su vez, el virrey encomendó a los hermanos de la cofradía de la caridad la tarea de sepultar los cadáveres y de asistir a los muchos enfermos que no bastaban a contener los hospitales, en ruinas la mayor parte de ellos, pues en el de Santa Ana para indios perecieron 60 de estos, al caer sobre ellos la pesada techumbre de las salas.
El clero limeño atribuyó la desgracia a la ira divina desencadenada por una serie de razones, a saber:
- Las injusticias que se cometían contra los pobres.
- Las prácticas ilícitas de la codicia y la usura.
- El torpísimo pecado de la lujuria.
- La vanidad de las mujeres con sus escandalosos vestidos, en especial los escotes demasiados abiertos.[6]

La fe católica no sufrió merma y más bien se incrementó notablemente la devoción al Señor de los Milagros, venerada imagen que solía ser sacada en procesión en eventos de ese tipo, manifestación admirable de fe colectiva que ha persistido a través de los siglos.
Unos seis años después del suceso, el arzobispo Pedro Antonio Barroeta recordaba en Lima la muerte y destrucción que causara el terremoto. Se refirió del Callao como de un emporio del comercio que fue enteramente destruido y arruinado por las furiosas olas, quedando innumerables cadáveres insepultos y huesos que aún blanqueaban por esos días.

## Reconstrucción

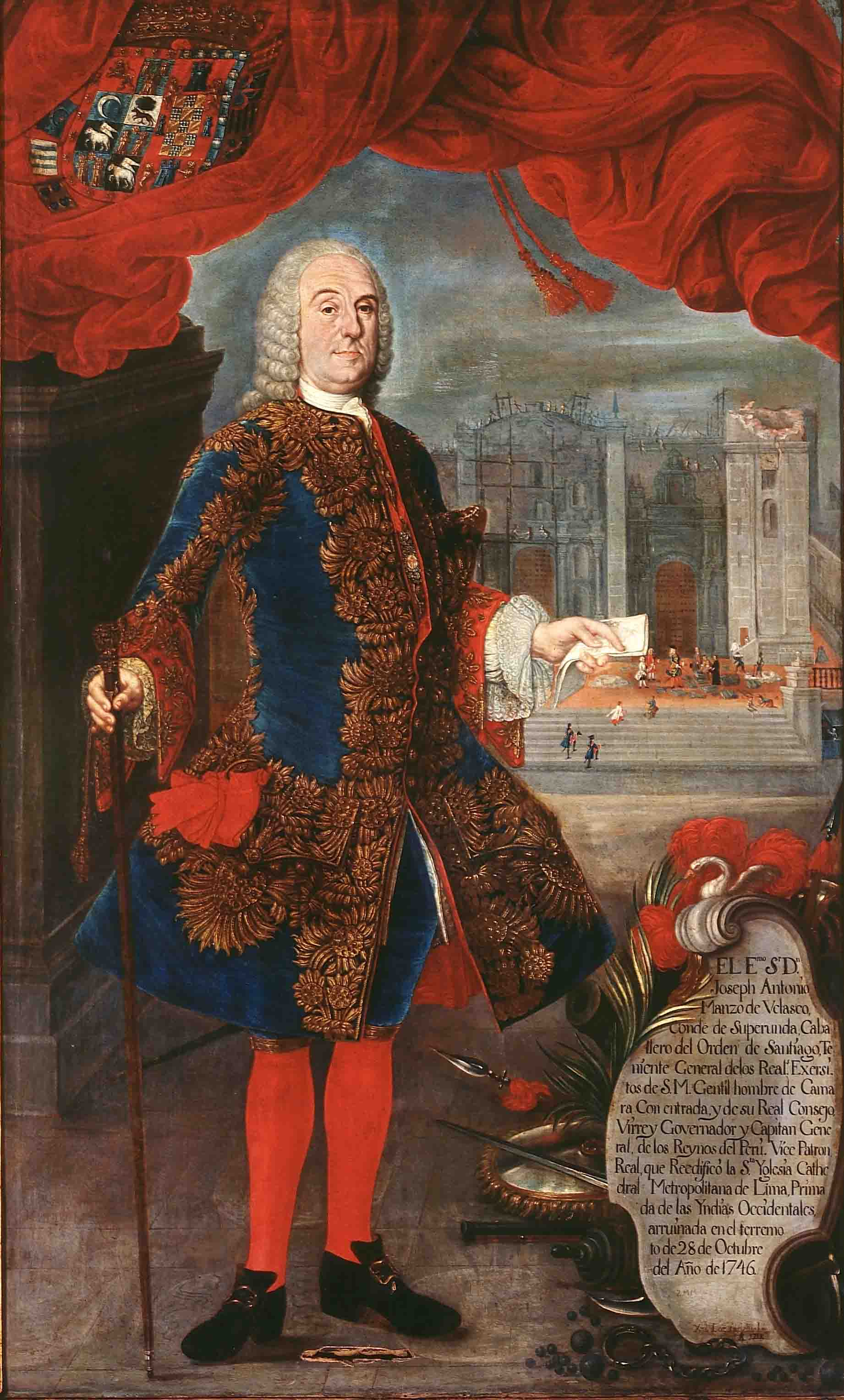
Retrato oficial del Conde de Superunda como Virrey del Perú.

El Virrey Manso de Velasco desde un principio mostró gran presencia de ánimo y adoptó todas las medidas que pudieran contribuir a tajar el desorden y hacer menos grave la desgracia. En los años siguientes se dedicó todos sus esfuerzos a la reedificación de la capital y de su puerto, de las que se puede considerar con razón el segundo fundador. Por todos estos servicios y por la construcción de la estupenda fortaleza del Callao, que elevó en el terreno que ocuparon las olas en el desborde del mar, recibió del rey Fernando VI con fecha de 8 de febrero de 1748 el título de Conde, con la expresiva denominación de Superunda, “sobre las olas”.
Tuvieron que reconstruirse la mayoría de templos y conventos; la Catedral de Lima recién comenzó su reconstrucción en 1752 sobre todo por la falta de voluntad del entonces Arzobispo de Lima, Pedro Antonio Barroeta y Ángel.

## Repercusión mundial
Las Relaciones que del terremoto se publicaron en español fueron traducidas al inglés, italiano y portugués, y circularon abundantemente, pues se hicieron de algunas varias ediciones. Algunos años después, el suceso sería evocado nuevamente con motivo de otra catástrofe de gran repercusión, el terremoto de Lisboa de 1755.